# Метт Гейґ
Метт Гейґ (у деяких виданнях Хейґ) (англ. Matt Haig) — британський письменник-фантаст і журналіст. Українським читачам відомий, насамперед, як автор серії дитячих «різдвяних» романів «Дівчинка, яка врятувала Різдво», «Різдвяна історія. Хлопчик на ім'я Різдво», «Батечко Різдво і я», «Правдива Піксі», а також «серйозних» творів «Опівнічна бібліотека», «Як зупинити час» (2017), «Чому варто жити далі». Пише художні та документальні твори як для дорослої, так і для дитячої аудиторії.

## Біографія
Народився 3 липня 1975 року у місті Шеффілд, Велика Британія. Вивчав англійську мову та історію в Галлському університеті. Пише художні та нехудожні твори як для дорослої, так і для дитячої аудиторії. Зокрема, його книга у жанрі нехудожньої літератури «Чому варто жити далі» посіла першу сходинку у списку бестселерів за версією газети «Санді таймс» та протягом 46 тижнів входила до списку топ 10 книг Британії. Кінокомпанії «Studio Canal» та «Blueprint Pictures» працюють над екранізацією підліткового роману «Хлопчик на ім'я Різдво» (2015).
Його романи часто розповідають про життя сім'ї у похмурому та чудернацькому ключі. У романі «Остання сім'я в Англії» Гейґ, зокрема, переповідає п'єсу Шекспіра «Генріх IV, частина 1», але головними персонажами у його творі виступають пси. Роман «Клуб мертвих батьків» написано на основі «Гамлета» та розповідає про інтроспективну одинадцятирічну дівчинку, яка нещодавно втратила батька, що тепер навідується до неї у вигляді примари. У романі «Володіння містера Печери» описано батька з надмірною опікою у відношенні до своєї доньки-підлітка. Підліткова книга «Тінистий ліс» розповідає фентезійну історію, яка розпочинається з трагічної смерті батьків головних персонажів. 2007 року роман здобув Дитячу книжкову премію «Nestlé», а 2008 року світ побачив продовження — «Троль, що втік».
2011 року вийшов роман «Сім'я Редлі», який розповідає про вампірів. 2013 року світ побачив роман «Люди», який розповідає про те, як прибулець викрадає особистість викладача, який відкрив математичний секрет, що призвів би до повного розуміння таємниць всесвіту. Прибульці вбачають в цих знаннях небезпеку для людства та відправляють свого представника на місію знищення цього відкриття.
2017 року вийшов роман «Як зупинити час», який розповідає про чоловіка на ім'я Том Азар, який виглядає на 40 років, але фактично прожив цілих 400 років та зустрів на своєму життєвому шляху таких людей як: Шекспір, Джеймс Кук та Френсіс Скотт Фіцджеральд. 2017 року стало відомо, що кінокомпанія «StudioCanal films» розглядає можливість екранізації твору з Бенедиктом Камбербетчем у головній ролі.
2020 року світ побачив його новий роман — «Опівнічна бібліотека», який розповідає про молоду жінку Нору Сід, яка не задоволена своїми рішеннями у житті. Однієї ночі вона намагається накласти на себе руки, але опиняється у бібліотеці, якою керує місіс Ельм, її колишня шкільна бібліотекарка. Бібліотека знаходиться на межі життя і смерті та містить книги з історіями її життя, якби вона прийняла інші рішення. У бібліотеці вона намагається знайти життя, яке б їй найбільше влаштовувало. 2021 року книга увійшла до короткого списку Премії британської книги у категорії «найкраща художня книжка року». Крім того, у грудні 2020 року на BBC Radio 4 вийшла десятиепізодна радіоадаптація книги.

## Особисте життя
Одружений з Андреа Семпл, з якою має двох дітей. Нині проживає у Брайтоні. Вважає себе атеїстом. У двадцятичотирирічному віці хворів на значний депресивний розлад.

## Переклади українською
- Метт Гейґ. Дівчинка, яка врятувала Різдво. — Київ : Ранок, 2018. — 352 с. — ISBN 978-617-12-4223-4.
- Метт Гейґ. Хлопчик на ім'я Різдво. — Київ : Жорж, 2018. — 288 с. — ISBN 978-617-7579327.
- Метт Хейґ. Як зупинити час. — Харків : КСД, 2018. — 320 с. — ISBN 978-617-12-4223-4.
- Метт Гейґ. Батечко Різдво і я. — Київ : Ранок, 2019. — 320 с. — ISBN 978-617-12-4223-4.
- Метт Гейґ. Правдива Піксі. — Київ : Жорж, 2019. — 128 с. — ISBN 978-617-7579-96-9.
- Метт Гейґ. Чому варто жити далі. — Харків : Фабула, 2019. — 256 с. — ISBN 978-617-09-3854-1.
- Метт Гейґ. Батечко Різдво і я. — Київ : Жорж, 2019. — 304 с. — ISBN 978-617-7579-95-2.
- Метт Гейґ. Еві і тварини. — Київ : Жорж, 2021. — 256 с. — ISBN 9786177853595.
- Метт Гейґ. Еві в джунглях. — Київ : Жорж, 2021. — 96 с. — ISBN 9786177853601.
- Метт Гейґ. Нотатки про нервову планету. — Київ : Жорж, 2021. — 272 с. — ISBN 9786177853618.
- Метт Гейґ. Опівнічна бібліотека. — Київ : Жорж, 2021. — 416 с. — ISBN 9786177853762.

### Романи
- The Last Family in England або The Labrador Pact(2004) — «Остання сім'я в Англії» або «Пакт Лабрадора»;
- The Dead Fathers Club (2006) — «Клуб мертвих батьків»[en];
- Shadow Forest або Samuel Blink and the Forbidden Forest (2007) — «Тінистий ліс»[en] або «Самуель Блінк і Заборонений ліс»;
- The Possession of Mr Cave (2008) — «Володіння містера Печери»;
- Runaway Troll або Samuel Blink and the Runaway Troll (2008) — «Троль, що втік» або «Самуель Блінк і Троль, що втік»;
- The Radleys (2010) — «Сім'я Редлі»;
- The Humans (2013) — «Люди»;
- To Be A Cat (2013) — «Бути котом»;
- Echo Boy (2014) — «Ехобой»;
- A Boy Called Christmas (2015) — «Хлопчик на ім'я Різдво»;
- The Girl Who Saved Christmas (2016) — «Дівчинка, яка врятувала Різдво»;
- How to Stop Time (2017) — «Як зупинити час»;
- Father Christmas and Me (2017) — «Батечко Різдво і я»;
- The Truth Pixie (2018) — «Правдива Піксі»;
- Evie and the Animals (2019) — «Еві і тварини»;
- The Truth Pixie Goes to School (2019) — «Правдива Піксі йде до школи»;
- Evie in the Jungle (2020) — «Еві у джунглях»;
- The Midnight Library (2020) — «Опівнічна бібліотека».

### Документальна література
- How Come You Don't Have An E-Strategy (2002) — «Як так сталось, що ти не маєш електронної стратегії»;
- Reasons to Stay Alive (2015) — «Чому варто жити далі»;
- Notes on a Nervous Planet (2018) — «Нотатки про нервову планету»;
- The Comfort Book (2021) — «Книга спокою».